# Хамзат Чимаев
Хамзат Хизарович Чимаев (роден на 1 май 1994 г.) е роден в Русия натурализиран шведски професионален състезател по смесени бойни изкуства и борец в свободен стил, който се състезава в полусредна и средна категория на Ultimate Fighting Championship (UFC). Преди това се е състезавал в Brave Combat Federation (Brave CF).
По борба Чимаев е трикратен национален шампион на Швеция – 2015, 2016 и 2018 г. Към 29 октомври 2024 г. той е № 3 в ранглистата на UFC в полутежка категория.

## ММА рекорд
| Професионален MMA рекорд |           |          |
| 12 мача                  | 12 победи | 0 загуби |
| Нокаут                   | 6         | 0        |
| Събмишън                 | 6         | 0        |
| Съдийско решение         | 2         | 0        |
| Равенство                | 0         | 0        |